# Tripsacum dactyloides
Tripsacum dactyloides är en gräsart som först beskrevs av Carl von Linné, och fick sitt nu gällande namn av Carl von Linné. Tripsacum dactyloides ingår i släktet Tripsacum och familjen gräs. Inga underarter finns listade i Catalogue of Life.

## Bildgalleri

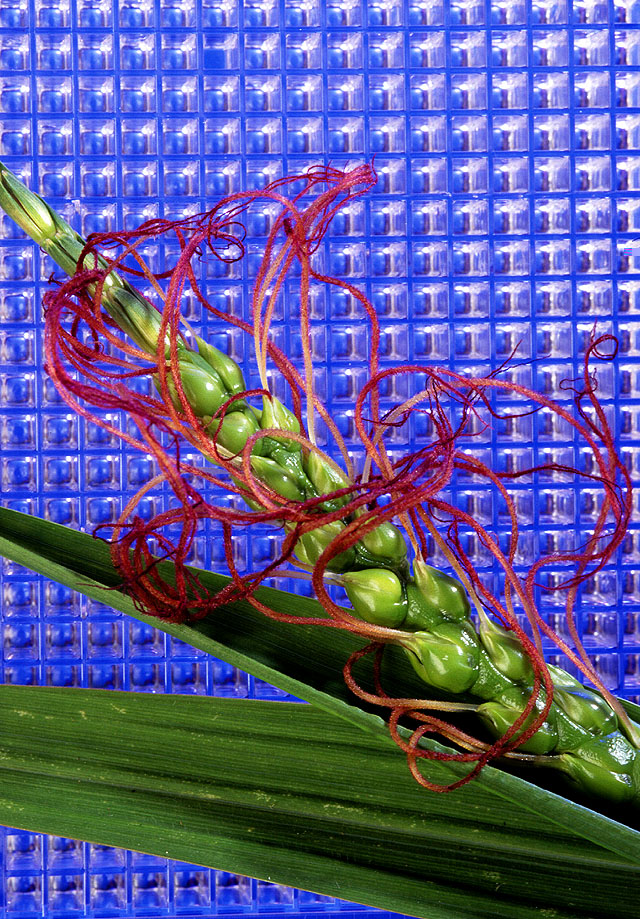